# Aeropuerto de Inuvik
El Aeropuerto de Inuvik (del inglés: Aeropuerto de Inuvik-Zubko) (IATA: YEV, OACI: CYEV) está ubicado a 5 MN (12.0 km; 7.5 mi) al este de Inuvik, Territorios del Noroeste, Canadá.
Este aeropuerto es clasificado por NAV CANADA como un puerto de entrada y servido por la Canada Border Services Agency. Los oficiales de la CBSA pueden atender aviones de hasta 15 pasajeros. Es también utilizado como una base de operaciones de avanzada para los CF-188 Hornet.

## Aerolíneas y destinos
- Air North
  - Dawson City / Aeropuerto de Dawson City
  - Old Crow / Aeropuerto de Old Crow
  - Whitehorse / Aeropuerto Internacional de Whitehorse Erik Nielsen
- Aklak Air
  - Aklavik / Aeropuerto de Aklavik
  - Fort Good Hope / Aeropuerto de Fort Good Hope
  - Fort McPherson / Aeropuerto de Fort McPherson
  - Ulukhaktok / Aeropuerto de Ulukhaktok-Holman
  - Norman Wells / Aeropuerto de Norman Wells
  - Paulatuk / Aeropuerto de Paulatuk
  - Sachs Harbour / Aeropuerto de Sachs Harbour
  - Tuktoyaktuk / Aeropuerto de Tuktoyaktuk-Gruben
- Canadian North
  - Calgary / Aeropuerto Internacional de Calgary
  - Edmonton / Aeropuerto Internacional de Edmonton
  - Norman Wells / Aeropuerto de Norman Wells
  - Yellowknife / Aeropuerto de Yellowknife
- First Air
  - Yellowknife / Aeropuerto de Yellowknife
- North-Wright Airways
  - Aklavik / Aeropuerto de Aklavik
  - Fort Good Hope / Aeropuerto de Fort Good Hope